# Blink
Blink var ett community som drevs av Dagbladet i Norge. Blink hade som mest 300 000 användare. I januari 2011 var användarantalet ca 4000.
Blink grundades av Fredrik Kristiansen och Morten Mitch Larød och lanserades 1 februari 2002. Två år senare hade communityt blivit dubbelt så populärt som någon annan norsk internetmötesplats.
Communityt lades ned 31 mars 2011.